# GMS Consulting
A GMS Consulting centra a sua atividade na prestação de serviços de consultoria estratégica, operacional e de sistemas de informação em três principais setores: Technology, Media & Telecommunications, e Financial Services & Insurance.
Foi considerada em 2010, como uma das primeiras na lista de melhores empresas portuguesas para trabalhar em Portugal e a melhor empresa para jovens.